# Gibsonwoestijn

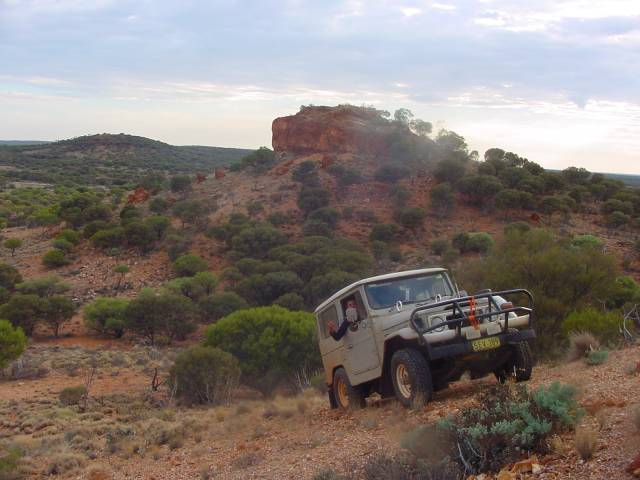
Jeep in de Gibsonwoestijn

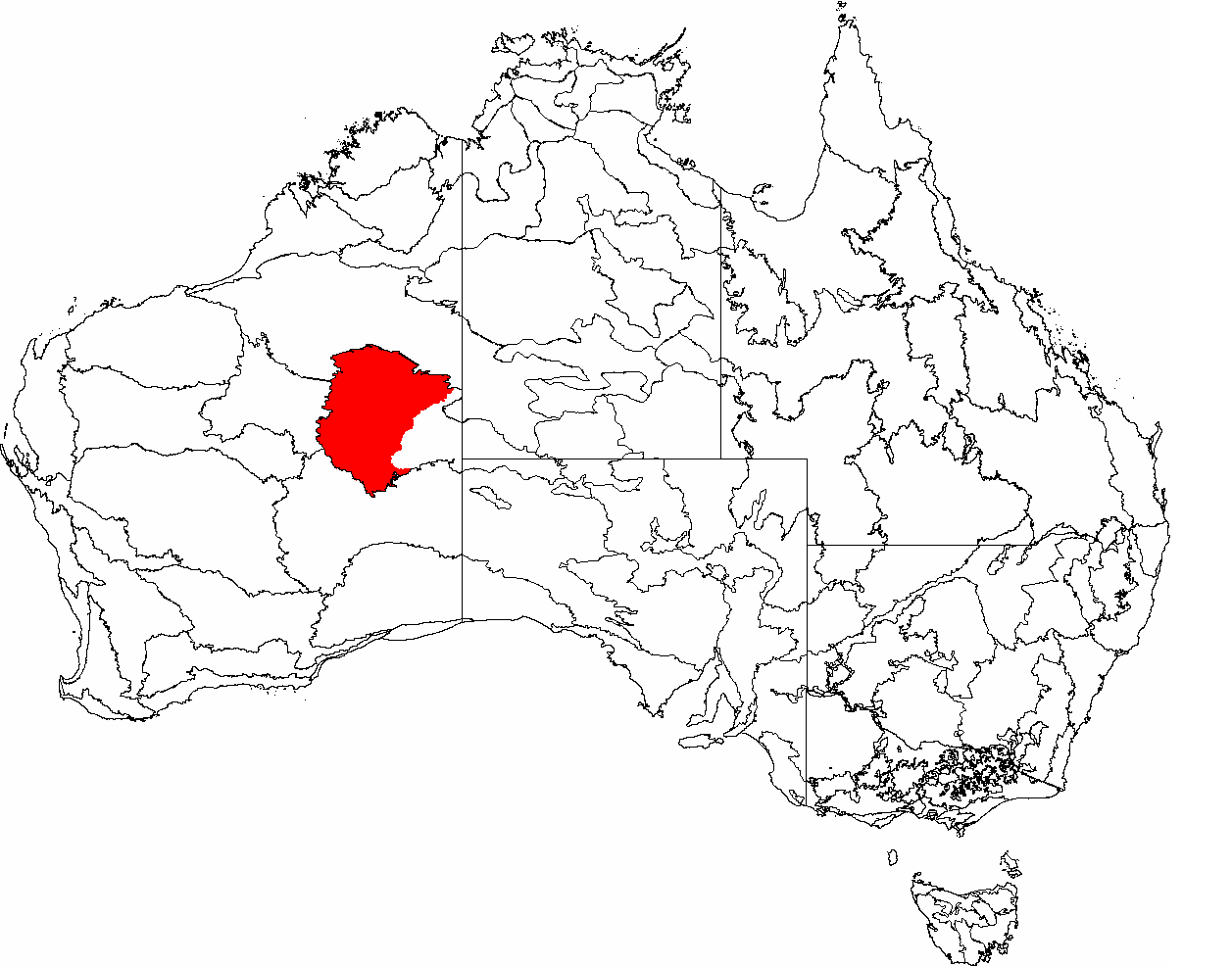
Ligging van de Gibsonwoestijn

De Gibsonwoestijn (Engels: Gibson Desert) ligt in West-Australië, ten westen van de grens met het Noordelijk Territorium. Haar oppervlakte bedraagt circa 156.000 km².
De woestijn ligt geklemd tussen de Grote Zandwoestijn in het noorden en de Grote Victoriawoestijn in het zuiden. Het zoute Disappointmentmeer scheidt haar in het westen van de Kleine Zandwoestijn, terwijl andere zoutmeren, waaronder het Mackaymeer, de oostelijke grens vormen.
Een relatief klein deel in het zuiden van de woestijn is beschermd als het natuurreservaat Gibson Desert. De beruchte Gunbarrel Highway loopt hierdoor.
Het rode zand, afgewisseld met enkele hoger liggende rotsachtige gebieden, is voornamelijk begroeid met woestijngras en mulga, een soort eucalyptusstruik. De neerslag is relatief hoog voor een woestijngebied --meestal tussen de 200-250 ml per jaar-- maar is zeer onvoorspelbaar. Onweersbuien en restanten van tropische cyclonen zijn hiervoor voor het grootste deel verantwoordelijk. De wintertemperatuur schommelt meestal tussen de 18-23 °C, terwijl de zomertemperatuur 34-42 °C kan halen.
De Gibsonwoestijn kreeg haar naam van de ontdekkingsreiziger Ernest Giles. Bij een poging in 1874 om vanuit de Overland Telegraph Line de westkust te bereiken, stootte hij op de Gibsonwoestijn. Hij noemde de woestijn naar Alfred Gibson, zijn reisgenoot met wie hij samen deze poging waagde en die in de woestijn spoorloos verdween.